# Cham, Tyskland
Cham är en stad i Landkreis Cham i Regierungsbezirk Oberpfalz i förbundslandet Bayern i Tyskland.